# Thilay
Thilay ist eine französische Gemeinde mit 983 Einwohnern (Stand: 1. Januar 2022) im Département Ardennes in der Region Grand Est (vor 2016 Champagne-Ardenne); sie gehört zum Arrondissement Charleville-Mézières und zum Kanton Bogny-sur-Meuse.

## Geographie
Thilay liegt an der Grenze zu Belgien am Semoy in den Ardennen. Die Gemeinde gehört zum 2011 gegründeten Regionalen Naturpark Ardennen. Umgeben wird Thilay von den Nachbargemeinden Gedinne (Belgien) im Nordwesten und Norden, Les Hautes-Rivières im Osten, Gespunsart im Südosten, Neufmanil im Süden, Haulmé im Südwesten, Tournavaux und Monthermé im Westen sowie Hargnies im Nordwesten.

## Bevölkerungsentwicklung
| Jahr                       | 1962 | 1968 | 1975 | 1982 | 1990 | 1999 | 2006 | 2019 |
| -------------------------- | ---- | ---- | ---- | ---- | ---- | ---- | ---- | ---- |
| Einwohner                  | 1277 | 1245 | 1197 | 1151 | 1143 | 1093 | 1068 | 1043 |
| Quellen: Cassini und INSEE |      |      |      |      |      |      |      |      |

## Sehenswürdigkeiten

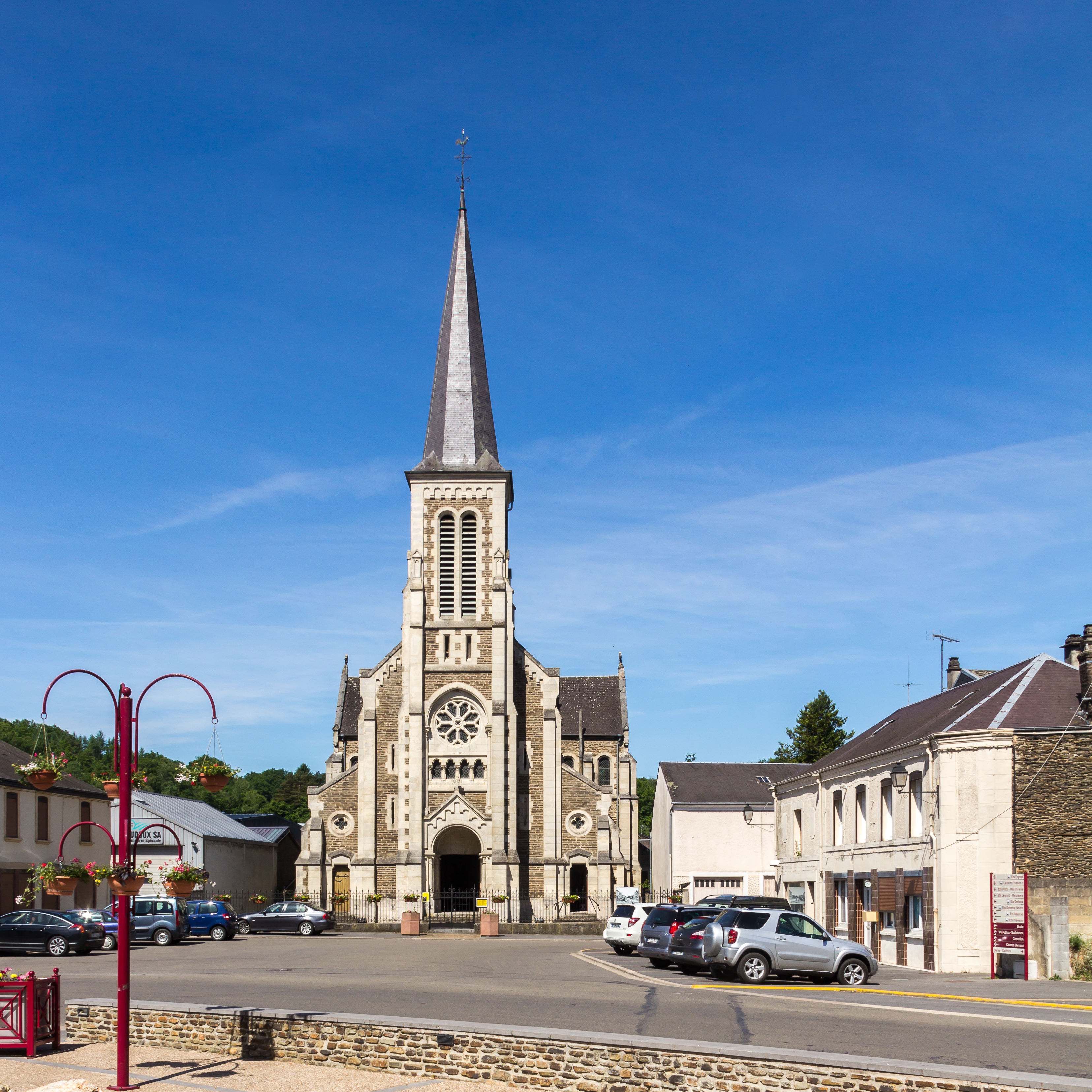
Kirche Saint-Rémy
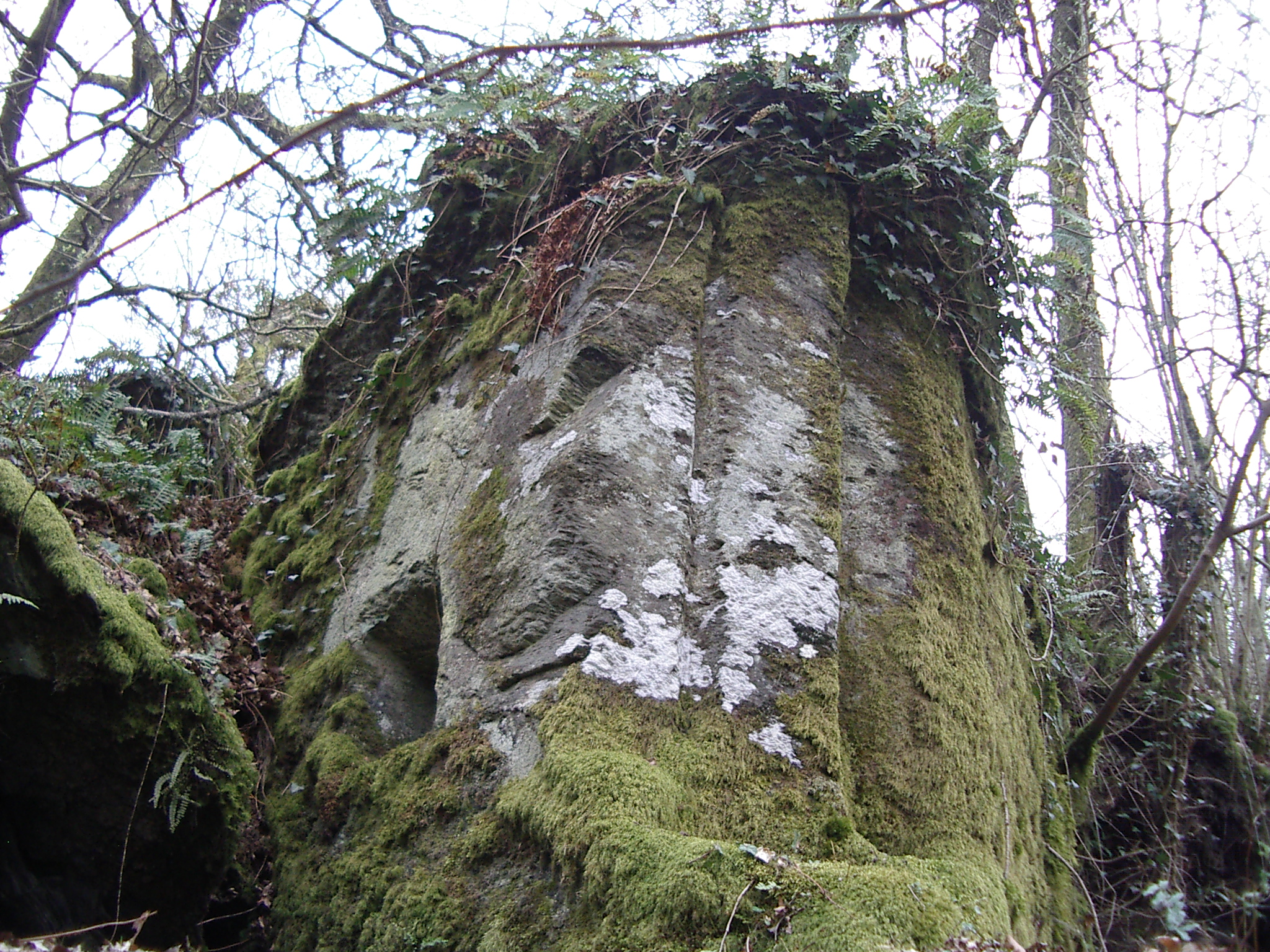
Reste der Burg Linchamps

- Kirche Saint-Rémy
- Ruinen der Burg Linchamps